# Syzeuctus villosus
Syzeuctus villosus är en stekelart som först beskrevs av Cameron 1899.  Syzeuctus villosus ingår i släktet Syzeuctus och familjen brokparasitsteklar. Inga underarter finns listade i Catalogue of Life.